# Президентская благодарность подразделению
Президентская благодарность подразделению (англ. Presidential Unit Citation, первоначально Цитатирование выдающегося подразделения англ. Distinguished Unit Citation) — награда, присуждается единицам силовых структур Соединенных Штатов и союзных стран за выдающийся героизм в бою против вооруженного врага, начиная с 7 декабря 1941 года (дата нападения на Пёрл-Харбор и вступления Америки во Вторую мировую войну). Подразделение должно проявить храбрость, решительность и силу духа при выполнении своей задачи в чрезвычайно сложных и опасных условиях, тем самым выделившись среди других, участвующих в той же кампании.
С момента своего учреждения исполнительным указом президента Франклином Рузвельтом № 9075 от 26 февраля 1942 года, имеющего обратную силу с 7 декабря 1941 по 2008 год. Награда присуждалась участникам таких конфликтов, как Вторая мировая война, война в Корее, война во Вьетнаме, война в Ираке и война в Афганистане.
Коллективная степень доблести (боевого героизма) подразделения такая же, как и та, что требуется для присуждения индивидуальной награды креста «За выдающиеся заслуги», креста ВВС или ВМФ. В некоторых случаях один или несколько человек в подразделении также могут быть награждены индивидуальными наградами за их вклад в поступок, за которые всё подразделение было удостоено награды. Подразделения с наибольшим количеством упоминаний президентского подразделения — это экипаж подводной лодки USS Parche (SSN-683) и 1-я дивизия морской пехоты, обе получили девять упоминаний.

## Создание и официальное описание

### Армия, ВВС и Космические силы
Армейская награда была учреждена Указом № 9075 от 26 февраля 1942 года, заменённым Указом № 9396 от 2 декабря 1943 года, который санкционировал награждение за выдающиеся заслуги. Как и в случае с другими армейскими наградами, упоминание имеет большую рамку, чем другие ленты, и носится над правым карманом. Все члены подразделения могут носить награду, независимо от того, участвовали ли они лично в действиях, за которые было указано подразделение; однако только те, кто был назначен в отряд во время указанного действия, могут носить награду на постоянной основе. Эмблема армии, ВВС и Космических сил представляет собой сплошную синюю ленту, заключенную в золотую рамку.
Вариант для Воздушно-космических сил был заимствован из награды «За выдающиеся заслуги в армии» после того, как ВВС стали отдельным родом войск в 1947 году. Указом № 10694 от 10 января 1957 года. Данный вариант имеет тот же цвет и дизайн, что и армейский, но немного меньше, так что его можно носить вместе с другими лентами ВВС и Космических сил на левом кармане после личных наград.

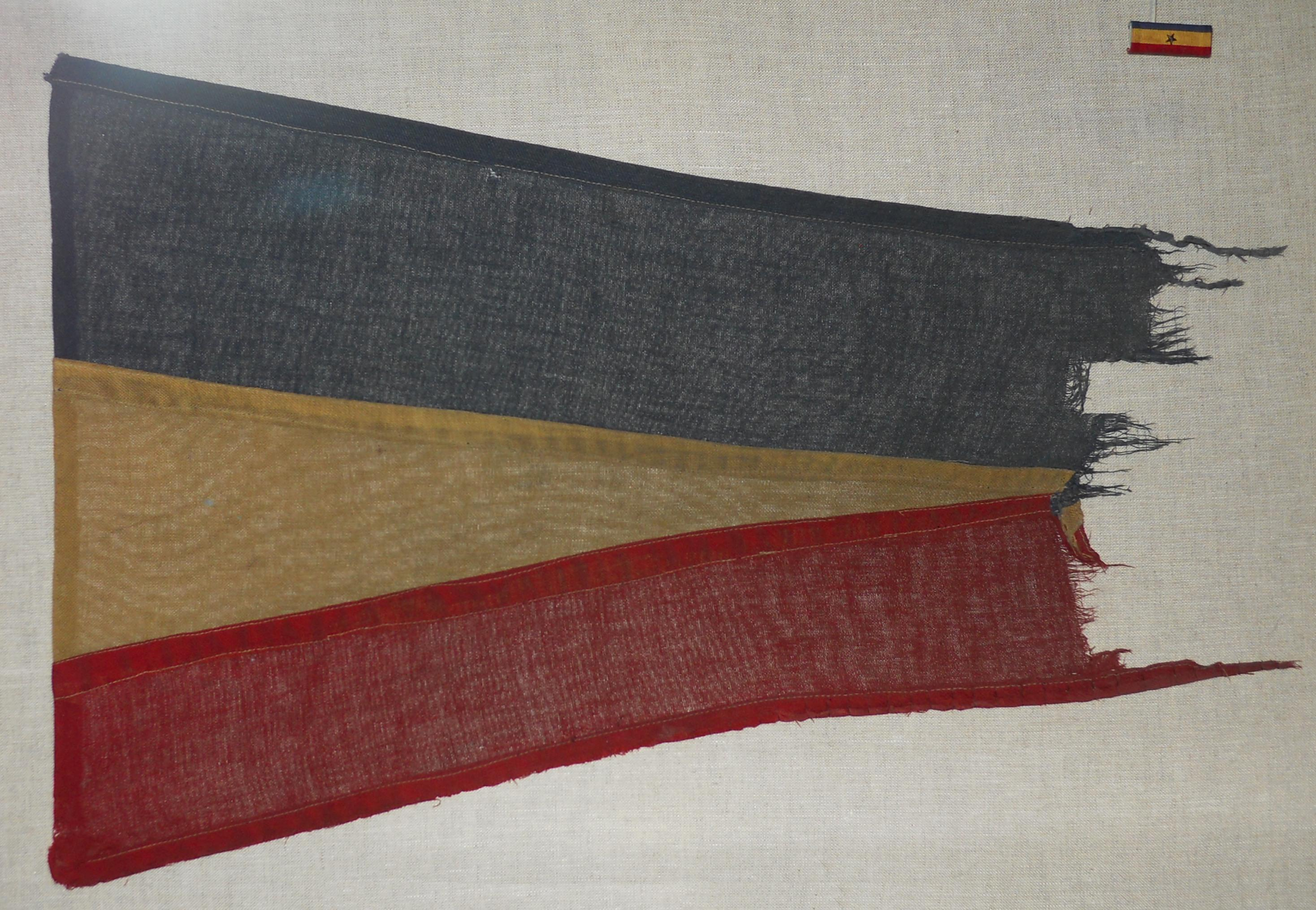
Вымпел и лента, врученные в 1944 году оперативной группе 22.3

### ВМФ и Корпус морской пехоты
Награда «Военно-морским силам и корпусам морской пехоты за выдающиеся боевые заслуги» была учреждена указом № 9050 от 6 февраля 1942 года.
Версия ВМФ имеет тёмно-синие, жёлтые и красные горизонтальные полосы и является единственной лентой флота с горизонтальными полосами. Чтобы провести различие между двумя версиями цитирования президентского подразделения, версия ВМФ, которую чаще называют просто «Цитированием президентского подразделения», упоминается как «Цитирование президентского подразделения ВМФ», а иногда как «президентское удостоверение ВМФ и Корпуса морской пехоты». В постановлении ALNan 137-43 указано, что первая награда имеет синюю эмалированную звезду на ленте и дополнительные звезды для последующих наград. В 1949 году награда была изменена на версию без звезды для первой награды и бронзовых звёзд для последующих наград.

### Специальные застежки

#### Военный корабль США "Наутилус" (SSN-571)
В ознаменование первого подводного плавания атомной подводной лодки USS Nautilus (SSN-571) на Северном полюсе в 1958 году всем членам ее экипажа, совершившим это плавание, было разрешено носить ленту со специальной планкой на шее в форма золотой печатной буквы N. Морякам ВМС США, приписанным к мемориалу USS Nautilus в Музее подводных сил в Гротоне, штат Коннектикут, разрешается носить планку с символом «N» во время службы там.
С 2014 года с такой же планкой может вручаться медаль «За службу в области ядерного сдерживания» для служащих, работавших 179 дней подряд на обслуживании комплексов межконтинентальных баллистических ракет.

#### Военный корабль США Тритон (SSRN-586)
В ознаменование первого подводного кругосветного плавания атомной подводной лодки «Тритон», в 1960 году всем членам ее экипажа, совершившим это путешествие, было разрешено носить ленту со специальной планкой в виде золотой копии земного шара.

### Береговая охрана
Подразделения Береговой охраны могут быть удостоены наградой в версии ВМФ или Береговой охраны, в зависимости от того, какой род войск они поддерживали во время выполнения знакового действия.

### Специальные планки
Версия награды Береговой охраны была вручена президентом Джорджем Бушем всему персоналу береговой охраны и вспомогательному персоналу Береговой охраны США за спасательные операции и операции по оказанию помощи в ликвидации последствий урагана Катрина с 29 августа 2005 по 13 сентября 2005 года. Все, кто получил награду за службу в указанный период, имеют право носить ленту со специальной планкой в виде символа урагана.

#### Корпус по заказу Службы общественного здравоохранения США
Президентская награда Службы общественного здравоохранения США была учреждена в 2015 году. Дизайн был выполнен Институтом геральдики армии 17 августа 2015 года. Служба общественного здравоохранения штата поручила корпусу противодействовать эпидемии лихорадки Эбола в Западной Африке и США в 2013–2016 годах. 19 января 2021 года президент Дональд Трамп вручил грамоту всем офицерам корпуса, служившим в период с 2020 по 2021 год, за выдающееся исполнение их служебных обязанностей во время пандемии COVID-19. Золотой рамкой вокруг ленты обозначается повторное награждение.